# Überwanderungselektrophorese
Die Überwanderungselektrophorese (auch Gegenstromelektrophorese – englisch Crossover electrophoresis genannt) ist eine Nachweistechnik, die es erlaubt, mit geringen Probenmengen Blut oder andere Körperflüssigkeiten zu untersuchen. Die Methode basiert auf der immunelektrophoretischen Auswertung einer Antigen-Antikörper Reaktion.

## Beschreibung
Die Überwanderungselektrophorese nutzt die unterschiedlichen Wanderungsgeschwindigkeiten von Antigen und Antikörper sowie Antigen-Antikörper-Komplexen bei der Elektrophorese. Wenn dabei eine Komponente die andere überwandert, kann es zu Reaktionen kommen. Wird das Serum in der Mitte zwischen Antigen und Antikörper aufgetragen, so wandern seine Bestandteile während der Elektrophorese in die eine oder andere Richtung. Wo Antikörper und Antigen zusammentreffen, zeigt sich ein Präzipitat am Ort der Interaktion. Erscheint die Reaktion auf der Seite des Antikörper-Auftrags, so enthält das Serum Antigene. Liegt die Präzipitation auf der Seite des Antigen-Auftrags, so enthält das Serum Antikörper.

## Anwendung
Die in den 1950er Jahren entwickelte Methode eignet sich für vielfältige medizinische Untersuchungen. So können beispielsweise Schnelltests auf Infektionen wie Hepatitis rasch und kostengünstig ausgeführt werden. Auch für wissenschaftliche Grundlagenuntersuchungen wurde die Überwanderungselektrophorese eingesetzt.
In der Archäologie können damit bis ins Paläolithikum zurückreichend anhand von Projektilen und Geräten aus Stein jene Tierarten bestimmt werden, die von Menschen gejagt wurden. Oft ist Blut in feinste Haarrisse der steinernen Objekte eingedrungen und durch Nachschärfen der Kanten in den winzigen Spalten konserviert worden. So wurde an der größten gekehlten Projektilspitze aus der Clovis-Kultur am vermuteten Griffende menschliches Blut gefunden.